# 362 Pułk Piechoty (1920)
362 ochotniczy pułk piechoty (362 pp) – ochotniczo-rezerwowy oddział piechoty Wojska Polskiego w II Rzeczypospolitej okresu wojny polsko-bolszewickiej.

## Formowanie i zmiany organizacyjne
Liczący około czterystu żołnierzy pułk sformowano 16 sierpnia 1920 w Bydgoszczy w oparciu o II batalion 262 pułku piechoty. Byli to ochotnicy i ozdrowieńcy. Dowódcą był porucznik Winnicki. Formacja walczyła w bitwie pod Brodnicą, m.in. o Szabdę (8 kompania). Potem oczyszczała z bolszewików okolice Działdowa. We wrześniu 1920 powróciła do Bydgoszczy, gdzie została rozformowana. Pododdziały wcielono jako uzupełnienie do 67., 68., 69. i 70 pułku piechoty.